# FreFlow
FreFlow（フリフラ）は、ソニーの関連会社であるソニーエンジニアリングが開発した無線制御型のペンライトで、ソニーエンジニアリングの登録商標。ライブ会場などで使われるペンライトの色を運営側が制御することで、一体感を演出することができるツールとして、2012年の紅白歌合戦などで使用された。

## 概要
FreFlowには二種類の形状が用意されている。どちらも、運営側が発信した電波を受信すると、遠隔操作によりリアルタイムで色が変わるようになっている。これにより、会場内のペンライトの色を揃えることができるようになる。また、10種類のIDが用意されており、IDそれぞれに別の色を指定することもできる。操作可能な距離は200メートル、個数は無制限とされている。

### ペンライト型
外見は通常のペンライトと変わりないが、赤・青・緑それぞれ100段階の組み合わせにより、100万色の発色が可能となっている。明るさは100段階に調整できるほか、フェードイン・アウトや点滅速度の調整も可能になっている。

### リストバンド型
アーティストの要望により開発されたもので、手に握る必要がないため拍手もできるようになる。ペンライト型には劣るが、5個のLEDにより3万色の発色が可能になっている。明るさは50段階に調整でき、フェードイン・アウトや点滅速度の調整も可能。

### 送信機
送信機には、照明卓に置ける小型のものと、アーティスト自ら操作することのできるペンライト型のものがある。照明卓に置くタイプの送信機は一般的な照明の規格であるDMX512-Aに対応し、照明卓からコードをつなぐだけで操作できる。また、照明の知識があれば、すぐに理解できるようになっている。

## 開発経緯
アニソンのライブイベントにて、無線を利用したシステムの開発に携わっていた社員が発案し、2011年8月に開発を開始、同年12月に試作機が完成。ソニーミュージックに持ち込んだものの、「大きい、重い、遅い、ダサい、そして高い」と多くの欠点を指摘されたが、1か月程度で問題点を改善。
2012年8月には、スマイレージのライブにて公開テストを行った。この時期に近距離無線通信用周波数の切り替えが行われ、テスト直前の認証となってしまうなどしたが、興奮のあまりペンライトを壊してしまう人までいたといい、大盛り上がりとなった。その成功ぶりをきっかけにフジファブリックの野外ライブへの採用、紅白歌合戦への採用など評判を広めることとなった。